# Tom Driberg
Thomas Edward Neil Driberg, Baron Bradwell (Crowborough, 22 mei 1905 – Paddington (wijk), 12 augustus 1976), was een Brits journalist en Labour politicus.

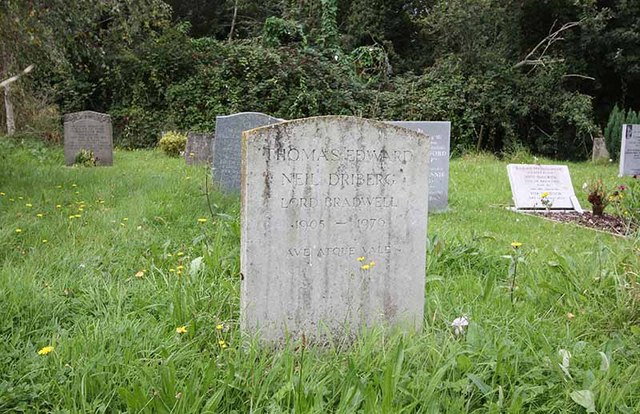
Grafsteen van Thomas Edward Neil Driberg

Tom Driberg groeide op in een middenklassengezin. Al op jonge leeftijd zag hij met eigen ogen hoe slecht de leefomstandigheden waren van de arbeiders. Toen hij 15 jaar oud was sloot hij zich aan bij de Communistische Partij van Groot-Brittannië. Hij studeerde van 1924 tot 1927 aan de Universiteit van Oxford, maar hij studeerde nooit af. Tijdens de General Strike (1926) ging hij voor de communistische krant Sunday Worker schrijven. In 1928 werd hij roddeljournalist voor de Daily Express. Hier viel hij op bij Lord Beaverbrook, de eigenaar van de Daily Express. Lord Beaverbrook gaf hem na enige tijd een eigen column.
Tijdens de Spaanse Burgeroorlog (1936-1939) was hij journalist in Spanje. Hij was een verklaard tegenstander van de non-interventie politiek van de Britse regering en hij hoopte dat ze de kant van de republikeinen zou kiezen.
In 1941 werd Driberg uit de Communistische Partij van Groot-Brittannië gezet nadat Anthony Blunt had verraden dat hij voor MI5 spioneerde. In 1942 werd hij onafhankelijke kandidaat voor het district Maldon in het Britse Lagerhuis gekozen. In 1945 sloot hij zich aan bij de Labour party en werd hij herkozen in het Lagerhuis. In 1959 werd hij voor het district Barking in het Lagerhuis gekozen.
Van 1949 tot 1972 was hij lid van het Nationaal Uitvoerende Comité van de Labour party. Van 1957 tot 1958 was hij lid van de bestuursraad van de Labour party. In 1965 werd hij adviseur van de kroon en in 1974 ging hij als parlementariër met pensioen. Hij was 30 jaar Labour MP (Member of Parliament, parlementslid) geweest.
Er hebben altijd geruchten bestaan dat Tom Driberg een KGB agent was (de Sovjets beweerden dat hij voor Westerse geheime diensten werkte). Door het Mitrochin-archief, de papieren die de Russische archivaris Vasili Nikititsj Mitrochin meesmokkelde naar het westen, werd Tom Driberg ontmaskerd als spion voor de Sovjet-Unie  (door de Sovjets gecodeerd als "Lepage").  In 1956 reisde hij naar Moskou, waar hij onder meer de vroegere Britse spion Guy Burgess bezocht.
Vlak voor zijn dood werd hij geadeld als Baron Bradwell. Er waren drie passies in Driberg's leven: 1) zijn homoseksualiteit, 2) zijn linkse opvattingen en 3) zijn trouw aan de High Church (rooms-katholieke richting) binnen de Anglicaanse Kerk.